# Prime elezioni generali nell'Impero ottomano del 1877
Le elezioni generali nell'Impero ottomano del 1877, svoltesi nel primo semestre dell'anno, furono le prime nella storia ottomana.

## Contesto storico

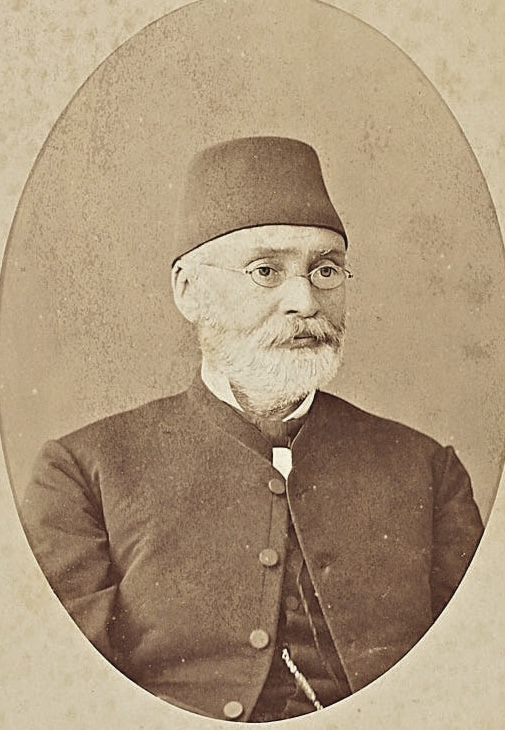
Yorgaki Efendi presiedette alle prime elezioni generali ottomane del 1877.

Il 29 ottobre 1876 fu emanato un regolamento elettorale provvisorio, in cui si affermava che i membri eletti dei consigli amministrativi provinciali avrebbero eletto i membri del primo parlamento dell'Impero ottomano. Il 24 dicembre fu promulgata una nuova costituzione, che prevedeva un Parlamento bicamerale con un Senato nominato dal Sultano e una Camera dei Deputati eletta dal popolo.
Solo gli uomini di età superiore ai 30 anni che erano competenti in turco ottomano e avevano pieni diritti civili potevano candidarsi alle elezioni. I motivi di esclusione comprendevano il possesso della doppia cittadinanza, l'impiego presso un governo straniero, la bancarotta, l'impiego come servitore o avere una "notorietà per cattive azioni".

## Conseguenze
Il Parlamento si riunì il 19 marzo 1877 e fu interrotto il 28 giugno. Nel corso dell'anno si svolsero nuove elezioni per il nuovo Parlamento che si riunì a dicembre.